# 17-я моторизованная дивизия СС «Гёц фон Берлихинген»
17-я моторизованная дивизия СС «Гёц фон Берлихинген» (нем. 17. SS-Panzergrenadier-Division „Götz von Berlichingen“) — тактическое соединение войск СС нацистской Германии.
Была названа в честь рыцаря Гёца (Готфрида) фон Берлихингена (1480—1562), героя драмы Гёте, одного из руководителей Крестьянской войны.

## Формирование
Дивизия была создана в соответствии с решением Адольфа Гитлера от 19 октября 1943 года (приказ Генриха Гиммлера от 30 октября 1943 года). Формировалась с 15 ноября 1943 года во Франции и сразу же получила название — 17-я моторизованная дивизия СС «Гёц фон Берлихинген». Комплектовалась из рейхсдойче и фольксдойче. Формирование дивизии проходило в округе города Тур.
С ноября 1943 г. по июнь 1944 г. личный состав дивизии проходил обучение и нёс гарнизонную службу во Франции. В составе дивизии насчитывалось 17 321 человек, но не было танков и не хватало автотранспорта. После высадки союзников части дивизии начали перебрасываться в Нормандию.

## Боевой путь
11 июня 1944 года части дивизии впервые вступили в бой с противником на участке между Сен-Ло и Кутансом. В течение июня—июля дивизия продолжала сражаться в районе Карантан — Сен-Ло — Кутанс, в ходе боёв она понесла тяжёлые потери, и к концу июля её численность снизилась до 8 500 человек. В начале августа дивизия была сведена в одну боевую группу и придана 2-й танковой дивизии СС «Рейх». Вместе с дивизией «Рейх» группа участвовала в Мортенском наступлении. После провала наступления части СС отступили и попали в Фалезский котёл. В ходе боёв группа была разбита на четыре более мелкие группы. После прорыва из котла отход немцев прикрывал зенитный дивизион 17-й дивизии. В конце августа остатки боевой группы были выведены в Шартр.
В начале сентября для восстановления дивизии в неё были влиты остатки 49-й и 51-й моторизованных бригад СС. Слияние всех компонентов происходило в Меце. 7 сентября 37-й полк дивизии защищал городок Дорно от наступающих американцев. На следующий день американцам удалось форсировать Мозель и закрепиться на восточном берегу. Для исправления ситуации в бой была брошена уже вся 17-я дивизия СС. Это не спасло положения, и всё новые и новые американские части форсировали Мозель. До конца ноября 1944 г. дивизия участвовала в обороне Меца и в боях в Саарской области. В начале декабря численность дивизии снизилась до 4 000 человек. По этой причине дивизия была отведена в Нойкирхен для пополнения.
31 декабря 1944 г. в рамках операции «Нордвинд» части дивизии пошли в наступление на участке Саарбрюкен — Саверн. До середины января 1945 г. немцы повторяли безуспешные попытки развить наступление, но подавляющее превосходство американцев и погодные условия сделали своё дело. Части дивизии отступили в район между линией Мажино и Западным валом. Цепляясь за оборонительные сооружения, дивизия безуспешно пыталась задержать наступление союзников.
В середине марта она участвовала в обороне Кайзерслаутерна, а позднее участвовала в обороне Ландау-ин-дер-Пфальц, Нойштадта и Оденвальда. В апреле 1945 г. дивизия (около 7 000 человек) обороняла Хайльбронн, а затем была отправлена к Нюрнбергу. По замыслу немецкого командования она должна была стать хребтом обороны города. В течение 4 дней дивизия «Гёц фон Берлихинген» удерживала район Нюрнберга, но под напором американцев была вынуждена оставить город. После падения Нюрнберга остатки дивизии отступили к Донаувёрту. 7 мая 1945 года остатки 17-й дивизии СС сдались американцам у Ахензее.

## Военные преступления
Солдаты дивизии были причастны к убийству двух американских лётчиков в Монмартин-ан-Грэнь, Франция, 17 июня 1944 года. Эрвин Шенкевиц был приговорён к пожизненному заключению за это преступление в 1947 году.
В Грэне 25 раненых десантников из 3-го батальона, 507-го парашютно-пехотного полка, 82-й воздушно-десантной дивизии и 30 мирных жителей были убиты после того, как деревня была захвачена 2-м батальоном 38-го моторизованного полка СС под командованием штурмбанфюрера СС Нишлага.
Солдаты этой дивизии, предположительно, несут ответственность за резню в Майле, Франция, 25 августа 1944 года, когда было убито 124 мирных жителя, однако это не подтверждено.
Два солдата дивизии были осуждены после войны за стрельбу в гражданских лиц в Эбрантхаузене, за то, что 28 апреля 1945 года у них был белый флаг.
Один солдат дивизии был обвинён в послевоенное время в расстреле мэра Бургтана за пораженчество в последние дни войны, а другой — в расстреле еврейского дантиста.

## Почётное наименование
Гёц фон Берлихинген (1480—1562) был рыцарем, увековеченным одноимённой пьесой Иоганна Вольфганга фон Гёте. Фон Берлихинген также хорошо известен своим железным кулаком, протезом, который он получил после того, как потерял руку во время Баварской войны за Ландсхутское наследство в 1504 году.

## Знаки отличия
Тактической маркировкой дивизии стал бронзовый кулак рыцаря Гёца фон Берлихингена.
Манжетная лента «Götz von Berlichingen» была учреждена для этого соединения в октябре 1943 года.

## Местонахождение
- с декабря 1943 по май 1944 (Франция)
- с июня по июль 1944 (Нормандия)
- август 1944 (Шампань)
- с сентября 1944 по февраль 1945 (Саарпфальц)
- апрель 1945 (Франкония)

## Состав дивизии
- 37-й моторизованный полк СС (SS-Panzergrenadier-Regiment 37)
- 38-й моторизованный полк СС (SS-Panzergrenadier-Regiment 38)
- 17-й артиллерийский полк СС (SS-Artillerie-Regiment 17)
- 17-й танковый батальон СС (SS-Panzer-Abteilung 17)
- 17-й разведывательный батальон СС (SS-Panzer-Aufklärungs-Abteilung 17)
- 17-й противотанковый артиллерийский дивизион СС (SS-Panzerjäger-Abteilung 17)
- 17-й зенитный артиллерийский дивизион СС (SS-Flak-Abteilung 17)
- 17-й сапёрный батальон СС (SS-Pionier-Bataillon 17)
- 17-й батальон связи СС (SS-Nachrichten-Abteilung 17)
- 17-й санитарный батальон СС (SS-Sanitäts-Abteilung 17)
- 17-й самоходный ремонтный батальон СС (SS-Panzer-Instandsetzungs-Abteilung 17)
- 17-й батальон продовольственного обеспечения (SS-Wirtschafts-Bataillon 17)
- 17-й взвод военных корреспондентов СС (SS-Kriegsberichter-Zug 17)
- 17-я рота военной полиции СС (SS-Feldgendarmerie-Kompanie 17)
- 17-е почтовое отделение СС (SS-Feldpostamt 17)
- 17-й полевой запасной батальон СС (SS-Feldersatz-Bataillon 17)

## Командиры дивизии
- Бригадефюрер СС и генерал-майор войск СС Вернер Остендорф (30 октября 1943 — 15 июня 1944)
- Штандартенфюрер СС Отто Бинге (15 — 18 июня 1944)
- Оберфюрер СС Отто Баум (18 июня — 1 августа 1944)
- Штандартенфюрер СС Отто Бинге (1 — 30 августа 1944)
- Оберфюрер СС Эдуард Дайзенхофер (30 августа — 23 сентября 1944)
- Оберфюрер СС Томас Мюллер (23 — 28 сентября 1944)
- Штандартенфюрер СС Густав Мерч (28 сентября — 21 октября 1944)
- Группенфюрер СС и генерал-лейтенант войск СС Вернер Остендорф (21 октября — 15 ноября 1944)
- Штандартенфюрер СС Ганс Лингнер (15 ноября 1944 — 9 января 1945, пленение[1])
- Полковник Герхард Линднер (9 — 21 января 1945)
- Оберфюрер СС Фриц Клингенберг (21 января — 22 марта 1945)
- Штандартенфюрер СС Якоб Фик (22 — 26 марта 1945)
- Оберфюрер СС Георг Бохман (26 марта — 8 мая 1945)

## Награждённые Рыцарским крестом Железного креста

### Рыцарский крест Железного креста (4)
- Курт Валь — 23 августа 1944 — гауптштурмфюрер СС, адъютант 38-го моторизованного полка СС.
- Ортвин Куске — 26 ноября 1944 — унтерштурмфюрер СС, командир 3-й роты 17-го бронированного разведывательного батальона СС.
- Генрих Готтке — 27 декабря 1944 — унтершарфюрер СС, наблюдатель в 3-й батарее 17-го зенитного дивизиона СС.
- Фред Папас — 27 декабря 1944 — унтерштурмфюрер СС, командир роты в 17-м бронированном разведывательном батальоне СС.

### Рыцарский крест Железного креста с Дубовыми листьями (3)
- Бруно Хинц (№ 559) — 23 августа 1944 — оберштурмфюрер СС, командир 2-й роты 38-го моторизованного полка СС.
- Курт Валь (№ 720) — 1 февраля 1945 — штурмбаннфюрер СС, командир 17-го бронированного разведывательного батальона СС.
- Винценц Кайзер — 18 апреля 1945 — оберштурмбаннфюрер СС, командир 38-го моторизованного полка СС (награждение не подтверждено).